# 島嶼会館

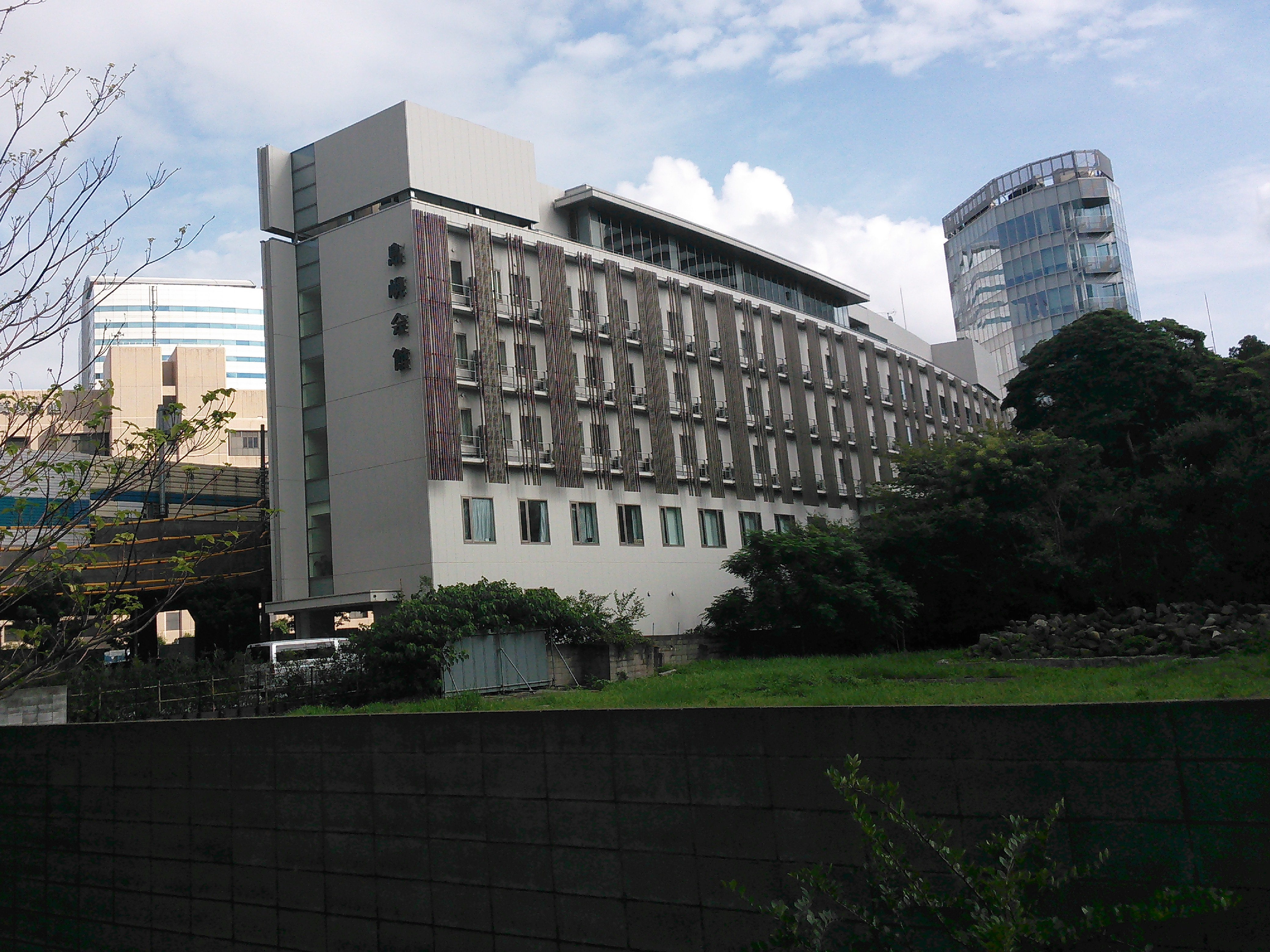
(新)島嶼会館、2014年8月

島嶼会館（とうしょかいかん）は、東京都港区海岸一丁目4-15にある地上6階建の建築物である。東京都島嶼町村一部事務組合により運営され、主として伊豆諸島や小笠原諸島など東京都島嶼部の住民の宿泊・会合に供されるほか、東京都島しょ振興公社や東京諸島観光連盟、東京七島新聞社など離島関連団体が事務所を置く。客室は87室、会議室は4室あり、宿泊や会議室の利用は島民以外でも可能であるが、料金は異なる。現在の島嶼会館は（旧）島嶼会館より竹芝埠頭に近い旧芝離宮恩賜庭園東側の都営住宅跡地に位置し、大成建設の施工により2013年8月に竣工、同年11月1日に再オープンした。

## 旧島嶼会館

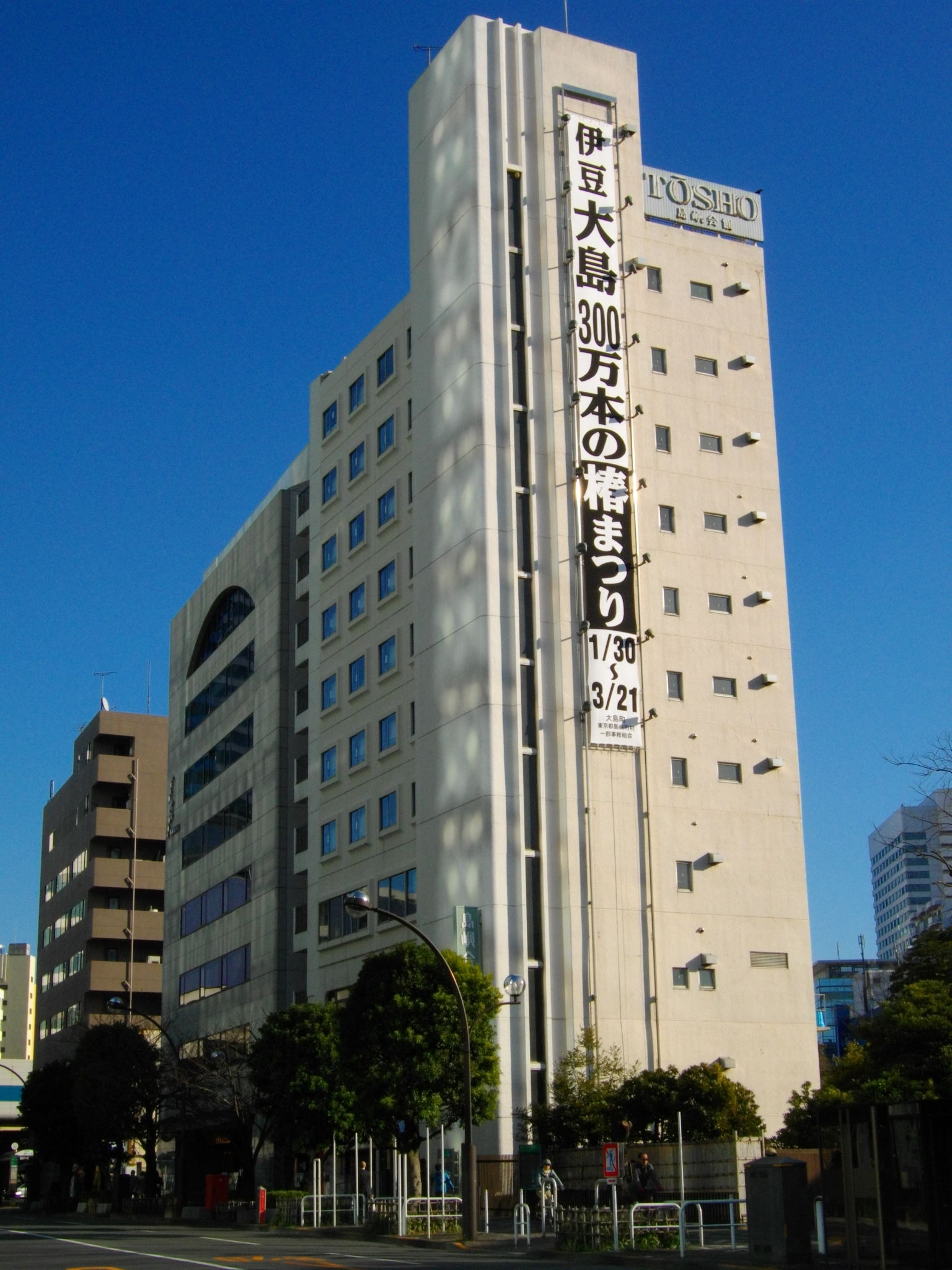
旧島嶼会館。2010年12月

（旧）島嶼会館は旧芝離宮恩賜庭園北側の港区海岸一丁目4-7北緯35度39分21.7秒 東経139度45分32.5秒に1974年8月に完成し、37年間で延べ1,075,075人が利用したが、老朽化に加え2011年3月の東日本大震災により建物が損傷を受けたため、同年秋より解体された。